# 허버트 하트
허버트 라이오넬 아돌푸스 하트(Herbert Lionel Adolphus Hart  FBA, 1907년 7월 18일) – 1992년 12월 19일), 일반적으로 H. L. A. 하트는 영국의 법철학자이자 정치 및 법철학의 주요 인물이다. 그는 옥스포드 대학의 법학 교수이자 옥스퍼드의 Brasenose College 의 교장이었다. 그의 가장 유명한 작품은 "20세기에 쓰여진 법철학의 가장 중요한 저작"으로 칭송받고 있는 『법의 개념』 (1961, 3판, 2012)이다. 그는 한스 켈젠과 함께 20세기 세계 최고의 법철학자 중 한 명으로 여겨진다.

## 전기
1907년 7월 18일에 해러갓에서 태어났다. 그의 부모는 런던 이스트 엔드에서 이사를 왔다. 그의 아버지는 독일과 폴란드 출신의 유대인 재단사였다. 폴란드 출신인 그의 어머니는 의류 무역에서 성공한 소매상인의 딸로 고객 관계와 회사 재정을 담당했다. 하트에게는 형인 앨버트와 여동생인 시빌이 있었다.

하트는 변호사가 되어 1932년부터 1940년까지 Chancery Bar에서 성공적으로 개업했다. 그는 Richard(나중에 Lord) Wilberforce, Douglas Jay, Christopher Cox 등과 좋은 친구였다. 그는 미들 템플에서 Harmsworth 장학금을 받았고 정기간행물 John O'London's Weekly에 문학 저널리즘을 기고하기도 했다.
2차 세계 대전 동안 하트는 영국에 침투한 스파이를 발굴하는 것과 관련된 영국 군사 정보 부서인 MI5와 협력하여 철학자 길버트 라일 및 스튜어트 햄프셔와 함께 작업했다. 그는 나중에 MI5와 MI6의 책임자인 Dick White 와 긴밀하게 협력했다. 하트는 블레츨리 파크에서 일했으며 수학자이자 암호 해독자 앨런 튜링의 동료였다.
하트는 전쟁 작업으로 인해 말보로 공작의 집이자 Winston Churchill 이 태어난 곳인 Blenheim Palace에 있는 MI5 사무실로 가끔 데려갔다.  그는 그곳 에서 1대 말보로 공작 존 처칠 왕조의 아내 인 말보로 공작부인 사라 처칠의 일기를 읽을 수 있었다는 이야기를 하는 것을 즐겼다. 하트의 재치와 인간미는 Sarah가 John이 오랫동안 자리를 비웠다가 갑자기 찾아왔다고 말하는 구절을 특히 즐겼다는 사실과 "그의 장화를 신고 나를 바로 즐겼다"는 사실에서 증명된다. 하트가 이야기를 즐겼던 블레넘에서의 삶의 또 다른 사건은 유명한 케임브리지 스파이 중 한 명인 MI5의 동료 멤버인 앤서니 블런트와 사무실을 공유했다는 것이다. 하트는 블런트가 그의 책상에 있는 어떤 문서를 읽고 소련 관제사에게 전달할 수 있었는지 궁금했다.
하트는 전쟁이 끝난 후 법조계로 돌아가지 않았고 대신 옥스퍼드의 New College에서 교수 펠로우십(법률이 아니라 철학)의 제안을 수락했다. 하트는 존 랭쇼 오스틴을 이 시기에 특히 영향력 있는 사람으로 인용한다. 두 사람은 1948년부터 '법적 및 도덕적 책임'에 관한 세미나에서 공동으로 가르쳤다. 당시 하트의 출판물 중에는 '논리학자의 동화', '지식인의 지식이 있는가?'라는 에세이가 있었다. , '법과 사실' 및 '책임과 권리의 귀속'.

옥스퍼드 뉴칼리지 입구에 서 있는 하트

1952년 하트는 옥스퍼드 대학교 법학 교수 로 선출되었으며 1952년부터 1973년까지 옥스포드 대학교 의 펠로우였다. 그가 1961년까지 출판되지는 않았지만 그의 가장 유명한 책인 법의 개념(Concept of Law )을 쓰기 시작한 것은 그해 여름이었다. 그 사이에 그는 또 다른 주요 저작인 인과관계 (Tony Honoré와 함께)(1959)를 출판했다. 1959년부터 1960년까지 아리스토텔레스 학회 회장을 역임했다. 그는 1962년 마스터 마인드 강의를 했다.
하트는 내무부에서 공무원이 되고 나중에는 고위 공무원이 된 Jenifer Fischer Williams 와 결혼했고, 나중에는 St Anne's College (경찰 역사를 전문으로 함)에서 Oxford 역사가가 되었다. 제니퍼 하트는 1930년대 중반 몇 년 동안 영국 공산당의 '잠자는' 회원이었다. 30년 후 그녀는 소련에 정보를 전달할 수 있는 위치에 있었던 Peter Wright 와 인터뷰를 했으며 MI5의 공식 스파이 헌터인 Wright에게 자신의 상황을 설명했다. Wright는 아무런 조치도 취하지 않았다. 사실 그녀가 공무원으로 하는 일은 가족 정책과 같은 분야였기 때문에 소비에트에서는 별 관심이 없었을 것이다. 그녀를 채용한 사람인 Bernard Floud 는 Wright와 인터뷰한지 얼마 되지 않아 그렇게 한 적이 있는지 기억할 수 없다고 주장했다. 그녀의 남편은 모호한 신문의 제안에도 불구하고 그녀에게 사용 정보를 전달할 위치에 있지 않았다. 그의 업무와 외교 업무가 엄격하게 분리되어 있고 소련 동맹국과 관련된 문제보다는 독일 첩보원과 영국 턴코트에 중점을 두고 있었기 때문이다. 사실 하트는 반공주의자였다.
결혼 생활에는 "양립할 수 없는 성격"이 포함되어 있었지만, 그들의 삶이 끝날 때까지 지속되었고 때때로 두 사람 모두에게 기쁨을 주었다. 하트는 한때 자신의 딸에게 농담을 던졌다. 그러나 "이 결혼의 문제는 우리 중 하나는 섹스를 좋아하지 않고 다른 하나는 음식을 좋아하지 않는다는 것이다." 하트 부부는 말년에 장애가 있는 아들을 포함하여 4명의 자녀를 두었다. 탯줄은 그의 뇌에서 산소를 빼앗아 목에 감겨 있었다. 그 소년은 장애에도 불구하고 때때로 놀라운 관찰을 할 수 있었다. 철학자로서 하트는 오랫동안 심신 문제에 관심이 있었고 따라서 어떤 의미에서는 아들에게 전문적으로 관심을 보였다.

## 철학적 방법
하트는 영어권 세계에서 법학 및 법철학에 대한 그의 영미 실증법 버전의 방법 적용에 큰 영향을 미쳤다. 존 오스틴, 루트비히 비트겐슈타인 (Ludwig Wittgenstein), 한스 켈젠 (Hans Kelsen)의 영향을 받은 하트는 분석적, 특히 언어적 철학의 도구를 법률 이론의 핵심 문제에 적용했다.
하트의 방법은 20세기 분석 철학의 주의 깊은 분석과 위대한 영국의 법률, 정치, 도덕 철학자 벤담의 법학 전통을 결합했다. 하트의 법 개념은 오스트리아의 법철학자 켈젠이 공식화한 순수 법학과 유사하지만 하트는 켈젠 이론의 몇 가지 독특한 특징을 거부했다.
Hart와 Kelsen 사이의 차이점에서 중요한 것은 Kelsen이 옹호한 유럽식 실증법 이론과 대조적으로 Hart가 옹호한 영국식 실증법 이론에 대한 강조였다.

## 같이 보기
- 자연법